# Edwin Phiri
Edwin Phiri,, född 17 september 1983, är en zambisk fotbollsspelare som spelar för FC Trollhättan i Sverige. Han kom till Örgryte från klubben Chiparamba Great Eagles i Zambia. Han spelade i ÖIS säsongerna 2002-2005 och värvades senare till Ljungskile SK. Den 14 december 2010 skrev Phiri på ett tvåårskontrakt med FC Trollhättan.